# 岩松町 (太田市)
岩松町（いわまつちょう）は、群馬県太田市にある地名（町丁）。郵便番号は370-0403。

## 概要
尾島地区にある町丁。

## 地理
北部に石田川が流れている。

### 近隣町丁
- 下田島町
- 尾島町
- 堀口町
- 押切町
- 備前島町
- 米沢町

## 世帯数と人口
2022年（令和4年）3月31日現在の世帯数と人口は以下の通りである。
| 町丁   | 世帯数  | 人口   |
| ------ | ------- | ------ |
| 岩松町 | 655世帯 | 1554人 |

## 交通

### 鉄道
町内に鉄道は通っていない。

### 道路
- 群馬県道142号綿貫篠塚線

## 施設
- 三菱電機群馬製作所